# Поумай (народ)

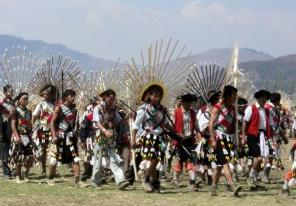
Празднование Дня славы

Поумай — народ в восточной Индии, проживает главным образом в округе Сенапати штата Манипур и прилегающих районах округа Пхек штата Нагаленд. Относится к группе племён нага. Язык поумай относится к тибето-бирманской семье. Большая часть народа исповедуют христианство (баптизм).
По данным переписи 2001 года численность этноса составляет 144 505 человек в Манипуре и 6500 в Нагаленде. По данным Ethnologue на 1997 год численность носителей языка поумай составляет 51 тыс. человек. Другие ресурсы сообщают о более чем 40 тыс. представителей этноса.
Развита традиция праздников и танцев. Наиболее популярные танцы включают: аса-до (танец процветания), рие-до (танец войны), тата-до (танец вспашки), мате-до (танец посева), чачу-до (танец урожая). Основу пищи составляет рис, употребляется также мясо как диких так и домашних животных. Варят рисовое пиво (поу-ю), многие жуют табак.